# Bob Errey
Robert „Bob“ Errey (* 21. September 1964 in Montreal, Québec) ist ein ehemaliger kanadischer Eishockeyspieler, der im Verlauf seiner aktiven Karriere zwischen 1980 und 1999 unter anderem 994 Spiele für die Pittsburgh Penguins, Buffalo Sabres, San Jose Sharks, Detroit Red Wings, Dallas Stars und New York Rangers in der National Hockey League auf der Position des linken Flügelstürmers bestritten hat. Seine größten Karriereerfolge feierte Errey mit den zwei Stanley-Cup-Gewinnen in Diensten der Pittsburgh Penguins in den Jahren 1991 und 1992 sowie der kanadischen Nationalmannschaft, mit dem Gewinn der Goldmedaille bei der Weltmeisterschaft 1997.
Errey ist ein Cousin des ehemaligen Torwarts Bert Lindsay sowie ein Cousin dritten Grades seines Sohnes Ted Lindsay, einem Mitglied der Hockey Hall of Fame.

## Karriere
Errey spielte als Juniorenspieler bei den Peterborough Petes in der Ontario Hockey League. Nachdem er in seiner dritten und letzten Saison mit den Petes 100 Punkte in 67 Spielen erzielte, und zudem ins First All-Star Team gewählt wurde, wählten ihn die Pittsburgh Penguins im NHL Entry Draft 1983 in der ersten Runde an Position 15 aus. Gleich in seiner ersten Saison spielte er regelmäßig im NHL-Team und wurde erst in den Spielzeiten 1984/85 und 1985/86 zeitweise auch beim AHL-Farmteam Baltimore Skipjacks eingesetzt. Ab der Saison 1986/87 gehörte der Kanadier dann zum Stammkader der Penguins und konnte 1991 und 1992 den Gewinn des Stanley Cup feiern.
Aufgrund seines auslaufenden Vertrages transferierten ihn die Penguins im März 1993 für Mike Ramsey zu den Buffalo Sabres, ehe er ein halbes Jahr später als Free Agent einen Vertrag bei den San Jose Sharks unterschrieb. Dort wurde er, nach dem Rücktritt von Doug Wilson zum Ende der Vorsaison, gleich zum Mannschaftskapitän gewählt. Diese Position füllte der linke Flügel bis zu seinem Wechsel zu den Detroit Red Wings im Februar 1995 aus. Nach knapp zwei Jahren bei den Red Wings setzten ihn diese auf die Waiver-Liste und so sicherte sich sein Ex-Team aus San Jose zum wiederholten Mal seine Dienste bis zum Ende der Saison 1996/97. Im Anschluss an diese nahm er mit der kanadischen Nationalmannschaft an der Weltmeisterschaft in Finnland teil und gewann die Goldmedaille.
Im Juli 1997 wechselte der Free Agent zu den Dallas Stars, welche ihn für Mike Keane und Brian Skrudland im März 1998 mit Todd Harvey zu den New York Rangers abgaben. Nachdem diese ihn während der gesamten Saison 1998/99 bei ihrem Farmteam, dem Hartford Wolf Pack, eingesetzt hatten, beendete er am 27. September 1999 seine aktive Karriere und gab bekannt, dass er zu den Pittsburgh Penguins zurückkehrt, um dort das Radioübertragungs-Team zu unterstützen. Seine beste NHL-Saison hatte er im Spieljahr 1988/89 mit 58 Scorerpunkten in 76 Spielen.

## Erfolge und Auszeichnungen
- 1983 OHL First All-Star Team
- 1991 Stanley-Cup-Gewinn mit den Pittsburgh Penguins
- 1992 Stanley-Cup-Gewinn mit den Pittsburgh Penguins

### International
- 1997 Goldmedaille bei der Weltmeisterschaft

## Karrierestatistik

### International
Vertrat Kanada bei:
- Weltmeisterschaft 1997

(Legende zur Spielerstatistik: Sp oder GP = absolvierte Spiele; T oder G = erzielte Tore; V oder A = erzielte Assists; Pkt oder Pts = erzielte Scorerpunkte; SM oder PIM = erhaltene Strafminuten; +/− = Plus/Minus-Bilanz; PP = erzielte Überzahltore; SH = erzielte Unterzahltore; GW = erzielte Siegtore; 1 Play-downs/Relegation; Kursiv: Statistik nicht vollständig)